# Paecilaema
Genre
Paecilaema est un genre d'opilions laniatores de la famille des Cosmetidae.

## Distribution
Les espèces de ce genre se rencontrent du Mexique à l'Argentine,.

## Liste des espèces
Selon World Catalogue of Opiliones (30/07/2021) :
- Paecilaema acuriguense González-Sponga, 1992
- Paecilaema adspersum Roewer, 1947
- Paecilaema albantica (Roewer, 1947)
- Paecilaema albisectum (Mello-Leitão, 1942)
- Paecilaema albosigillatum (Mello-Leitão, 1941)
- Paecilaema altaspinulatum Goodnight & Goodnight, 1943
- Paecilaema altispina González-Sponga, 1992
- Paecilaema amazonicum González-Sponga, 1992
- Paecilaema andreae (Perty, 1833)
- Paecilaema angustum González-Sponga, 1992
- Paecilaema anticum Roewer, 1928
- Paecilaema araguanum González-Sponga, 1992
- Paecilaema argentinoi Soares, 1970
- Paecilaema atroluteum Roewer, 1912
- Paecilaema barinense González-Sponga, 1992
- Paecilaema bicingulatum Roewer, 1928
- Paecilaema bifurca Roewer, 1933
- Paecilaema bilineatum Goodnight & Goodnight, 1953
- Paecilaema bilunatum (Wood, 1869)
- Paecilaema bimaculatum Roewer, 1928
- Paecilaema c-insignitum Simon, 1879
- Paecilaema cabudarense González-Sponga, 1992
- Paecilaema campoeliasense González-Sponga, 1998
- Paecilaema cancellatum Roewer, 1928
- Paecilaema carvalhoi Soares, 1970
- Paecilaema chiriquiense Goodnight & Goodnight, 1943
- Paecilaema circumscriptum Roewer, 1947
- Paecilaema conspicillatum Simon, 1879
- Paecilaema contextum Roewer, 1928
- Paecilaema curvipes Roewer, 1912
- Paecilaema diadematum Roewer, 1917
- Paecilaema distinctum Roewer, 1915
- Paecilaema festae Roewer, 1925
- Paecilaema festivum Kury, 2003
- Paecilaema forcipatum (Pickard-Cambridge, 1905)
- Paecilaema gigas (Roewer, 1933)
- Paecilaema gonzalezi Kury, 2003
- Paecilaema granitum Sørensen, 1932
- Paecilaema graphicum Roewer, 1947
- Paecilaema guttatum Roewer, 1912
- Paecilaema guttigerum Sørensen, 1932
- Paecilaema henrikseni Mello-Leitão, 1944
- Paecilaema inglei Goodnight & Goodnight, 1947
- Paecilaema irmae González-Sponga, 1992
- Paecilaema laevifemur (Roewer, 1947)
- Paecilaema laterale Goodnight & Goodnight, 1942
- Paecilaema lepidopterum González-Sponga, 1992
- Paecilaema leucomelas Simon, 1880
- Paecilaema lobipictum Roewer, 1947
- Paecilaema longicruris Mello-Leitão, 1939
- Paecilaema lucifugum Goodnight & Goodnight, 1973
- Paecilaema luquillense Soares, 1990
- Paecilaema lutzi Goodnight & Goodnight, 1942
- Paecilaema lyra Sørensen, 1932
- Paecilaema maculatum González-Sponga, 1992
- Paecilaema maculifrons Roewer, 1947
- Paecilaema manifestum Roewer, 1928
- Paecilaema marajoara Soares, 1970
- Paecilaema marginatum (Sørensen, 1884)
- Paecilaema marmoratum Roewer, 1915
- Paecilaema medianum Roewer, 1947
- Paecilaema melanacanthum (Kury, Pedroso & Ferreira, 2005)
- Paecilaema micropunctatum Roewer, 1917
- Paecilaema muticum Sørensen, 1932
- Paecilaema neglectum Ringuelet, 1957
- Paecilaema oblongum González-Sponga, 1992
- Paecilaema octosegmentatum González-Sponga, 1992
- Paecilaema oculatum González-Sponga, 1992
- Paecilaema ornatissimum Mello-Leitão, 1942
- Paecilaema ornatum Roewer, 1917
- Paecilaema paecilaema González-Sponga, 2002
- Paecilaema paraense Soares, 1970
- Paecilaema paucipustulatum Roewer, 1947
- Paecilaema pectiginerum Roewer, 1912
- Paecilaema peculiare (Roewer, 1917)
- Paecilaema preciosum (Roewer, 1928)
- Paecilaema rectipes Roewer, 1947
- Paecilaema renneri (Ferreira, Pedroso & Kury, 2007)
- Paecilaema reticulatum Roewer, 1928
- Paecilaema serrifemur Roewer, 1917
- Paecilaema sexlineatum Goodnight & Goodnight, 1942
- Paecilaema sigillatum Roewer, 1912
- Paecilaema sinuatum Roewer, 1947
- Paecilaema sulphuratum Roewer, 1912
- Paecilaema toledense Goodnight & Goodnight, 1977
- Paecilaema triangulatum Goodnight & Goodnight, 1942
- Paecilaema trisegmentatum González-Sponga, 1992
- Paecilaema triseriatum Roewer, 1947
- Paecilaema u-flavum (Perty, 1833)
- Paecilaema variegatum Goodnight & Goodnight, 1977
- Paecilaema vittatum (Sørensen, 1932)
- Paecilaema waratukum Goodnight & Goodnight, 1943
- Paecilaema withi Henriksen, 1932
- Paecilaema x-signatum Mello-Leitão, 1940
- Paecilaema ypsilon Roewer, 1912

## Publication originale
- C. L. Koch, 1839 : Die Arachniden: Getreu nach der Natur abgebildet und beschrieben., vol. 5, p. 1–158 (texte intégral).